# Puchar BVA mężczyzn (2010)
Puchar BVA mężczyzn 2010 – rozgrywki o puchar krajów bałkańskich organizowane przez Balkan Volleyball Association (BVA). Odbyły się w dniach 24–26 września 2010 roku w Kraljevie w Serbii.
Zwycięzcą turnieju został serbski klub Ribnica Kraljevo.

## System rozgrywek
6 września 2010 roku ogłoszono drużyny uczestniczące w Pucharze BVA i organizatora turnieju. Zdecydowano, iż rozegrany zostanie jedynie turniej finałowy, bez uprzednich rozgrywek grupowych. Początkowo w turnieju finałowym miały wziąć udział 4 drużyny, które w wyniku losowania utworzyłby pary półfinałowe. Zwycięzcy półfinałów zagraliby w finale, przegrani zaś w meczu o 3. miejsce. Jednak po wycofaniu się drużyn zmieniono system na rozgrywki każdy z każdym po jednym spotkaniu.

## Drużyny uczestniczące
Z udziału w pucharze BVA zrezygnowały dwa kluby: turecki Halkbank i bośniacki OK Radnik Bijeljina. Ich miejsce zajął albański zespół Teuta Durrës.
| | Puchar BVA 2010             |  |
| --- | --------------------------- |  |
| ŞTI | Știința Explorări Baia Mare |  |
| TEU | Teuta Durrës                |  |
| RIB | Ribnica Kraljevo            |  |
| Oznaczenia: - kolumna pierwsza – skróty nazw drużyn wpisane na mapie (jeśli ta została zamieszczona), - kolumna trzecia – miejsce zajęte przez daną drużynę w poprzednim sezonie. |                             |  |

## Hala sportowa
| Hala                 | Miasto   |
| -------------------- | -------- |
| Sports Hall Kraljevo | Kraljevo |

## Turniej finałowy

### Wyniki spotkań
| 24.09.2010 | Ribnica Kraljevo | 3:0 (25:22, 25:17, 25:18) | Teuta Durrës |

| 25.09.2010 | Teuta Durrës | 0:3 (15:25, 21:25, 12:25) | Știința Explorări Baia Mare |

| 26.09.2010 | Ribnica Kraljevo | 3:2 (21:25, 25:17, 32:30, 22:25, 15:13) | Știința Explorări Baia Mare |

## Klasyfikacja końcowa
| Miejsce | Zespół                      |
| ------- | --------------------------- |
| 1       | Ribnica Kraljevo            |
| 2       | Știința Explorări Baia Mare |
| 3       | Teuta Durrës                |